# A Salty Dog
"A Salty Dog" is een nummer van de Britse band Procol Harum. Het nummer verscheen op hun gelijknamige derde studioalbum uit 1969. In april dat jaar werd het nummer eerst in de VS en Canada uitgebracht als de eerste single van het album. In juni volgden Europa, Australië en Nieuw-Zeeland.

## Achtergrond
De tekst van "A Salty Dog" is geschreven door Keith Reid, terwijl de muziek is geschreven door zanger Gary Brooker. Het is geproduceerd door Matthew Fisher. Het nummer gaat over matrozen die over onbekende zeeën varen. De strijkers zijn geïnspireerd door het werk van Frédéric Chopin. Het is een van de favoriete nummers van Reid. Gitarist Robin Trower is opmerkelijk genoeg niet op het nummer te horen.
"A Salty Dog" werd een grote hit in Nederland, waar de plaat de 3e positie behaalde in zowel de Veronica Top 40 op Radio Veronica als de op vrijdag 23 mei 1969 gestarte publieke hitlijst; de Hilversum 3 Top 30. 
In België behaalde de plaat géén notering in de voorloper van de Vlaamse Ultratop 50. Wél werd een notering in de voorloper van de Waalse "Ultratip" behaald.  
In thuisland het Verenigd Koninkrijk kwam de plaat echter niet verder dan de 44e positie in de UK Singles Chart. Het gebrek aan succes in het thuisland van de groep werd verweten aan de lengte van de plaat - in plaats van de gebruikelijke drie minuten duurde deze bijna vijf minuten - en het langzame tempo, waardoor radio-dj's de plaat niet wilden draaien. In Canada werd de 84e positie behaald.
Sinds de allereerste editie in december 1999 staat de plaat onafgebroken genoteerd in de jaarlijkse NPO Radio 2 Top 2000 van de Nederlandse publieke radiozender NPO Radio 2, met als hoogste notering tot nu toe een 591e positie in 2002.

## Covers
Covers van "A Salty Dog" verschenen op de albums Live Ahoy '91 van Hessel, Big Bang Theory van Styx, Live in St. Petersburg van Erik Norlander en The Whirlwind van TransAtlantic. Daarnaast werd het in 1981 door Kaz Lux uitgebracht als single.

## Hitnoteringen

### Nederlandse Top 40
| Hitnotering: 21-06-1969 t/m 16-08-1969 | Hitnotering: 21-06-1969 t/m 16-08-1969 | Hitnotering: 21-06-1969 t/m 16-08-1969 | Hitnotering: 21-06-1969 t/m 16-08-1969 | Hitnotering: 21-06-1969 t/m 16-08-1969 | Hitnotering: 21-06-1969 t/m 16-08-1969 | Hitnotering: 21-06-1969 t/m 16-08-1969 | Hitnotering: 21-06-1969 t/m 16-08-1969 | Hitnotering: 21-06-1969 t/m 16-08-1969 | Hitnotering: 21-06-1969 t/m 16-08-1969 | Hitnotering: 21-06-1969 t/m 16-08-1969 |
| Week                                   | 1                                      | 2                                      | 3                                      | 4                                      | 5                                      | 6                                      | 7                                      | 8                                      | 9                                      |                                        |
| -------------------------------------- | -------------------------------------- | -------------------------------------- | -------------------------------------- | -------------------------------------- | -------------------------------------- | -------------------------------------- | -------------------------------------- | -------------------------------------- | -------------------------------------- | -------------------------------------- |
| Positie                                | 30                                     | 11                                     | 4                                      | 3                                      | 5                                      | 9                                      | 15                                     | 20                                     | 33                                     | uit                                    |

### Hilversum 3 Top 30
| Hitnotering: 21-06-1969 t/m 16-08-1969 | Hitnotering: 21-06-1969 t/m 16-08-1969 | Hitnotering: 21-06-1969 t/m 16-08-1969 | Hitnotering: 21-06-1969 t/m 16-08-1969 | Hitnotering: 21-06-1969 t/m 16-08-1969 | Hitnotering: 21-06-1969 t/m 16-08-1969 | Hitnotering: 21-06-1969 t/m 16-08-1969 | Hitnotering: 21-06-1969 t/m 16-08-1969 | Hitnotering: 21-06-1969 t/m 16-08-1969 | Hitnotering: 21-06-1969 t/m 16-08-1969 | Hitnotering: 21-06-1969 t/m 16-08-1969 |
| Week                                   | 1                                      | 2                                      | 3                                      | 4                                      | 5                                      | 6                                      | 7                                      | 8                                      | 9                                      |                                        |
| -------------------------------------- | -------------------------------------- | -------------------------------------- | -------------------------------------- | -------------------------------------- | -------------------------------------- | -------------------------------------- | -------------------------------------- | -------------------------------------- | -------------------------------------- | -------------------------------------- |
| Positie                                | 15                                     | 9                                      | 4                                      | 3                                      | 7                                      | 9                                      | 11                                     | 19                                     | 23                                     | uit                                    |

### NPO Radio 2 Top 2000
| Nummer met noteringen in de NPO Radio 2 Top 2000 | '99 | '00 | '01  | '02 | '03 | '04 | '05 | '06 | '07  | '08 | '09  | '10  | '11  | '12  | '13  | '14  | '15  |
| ------------------------------------------------ | --- | --- | ---- | --- | --- | --- | --- | --- | ---- | --- | ---- | ---- | ---- | ---- | ---- | ---- | ---- |
| A Salty Dog                                      | 755 | 838 | 1271 | 591 | 985 | 899 | 907 | 870 | 1113 | 914 | 1072 | 1260 | 1276 | 1077 | 1443 | 1590 | 1923 |

1. ↑  Een vetgedrukt getal geeft de hoogste notering aan.
2. ↑  Deze tabel is bijgewerkt tot en met de meest recente editie (2024).